# 김흥식
김흥식(1937년 2월 9일 ~ 2010년 7월 1일)은 대한민국의 정치인이다. 제32·33·34대 장성군수를 역임했다.

## 역대 선거 결과
|  | 55.35% |

|  | 62.57% |

|  | 45.33% |